# Fredericia (municipio)
Fredericia es un municipio danés situado en la península de Jutlandia. Tiene una población estimada, a inicios de 2022, de 51 606 habitantes.
Está unido a la isla de Fionia por medio de dos puentes que cruzan el Pequeño Belt. Colinda al norte con Vejle, al oeste con Kolding y al este con el Pequeño Belt. Su capital y localidad más poblada es la ciudad de Fredericia.
El municipio fue establecido en 1970. La reforma municipal danesa de 2007 dejó su territorio intacto, pero lo integró en la nueva región de Dinamarca Meridional.

## Localidades
| Localidades más pobladas de Fredericia |                |                  |
| Nº                                     | Localidad      | Población (2022) |
| 1                                      | Fredericia     | 40.886           |
| 2                                      | Taulov         | 3.402            |
| 3                                      | Skærbæk        | 2.035            |
| 4                                      | Egeskov        | 641              |
| 5                                      | Trelde-Østerby | 655              |
| 6                                      | Pjedsted       | 589              |
| 7                                      | Bredstrup      | 458              |
| 8                                      | Herslev        | 335              |
| 9                                      | Bøgeskov       | 308              |